# Епархия Франсистауна

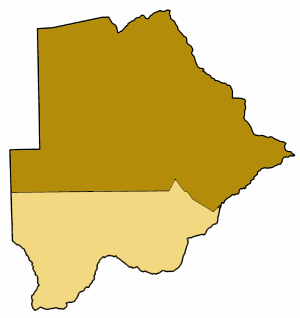
Карта епархии Франсистауна

Епархия Франсистауна (лат. Dioecesis Francistaunensis) — епархия Римско-католической церкви с центром в городе Франсистаун, Ботсвана. Епархия Франсистауна входит в митрополию Претории. Кафедральным собором Франсистауна служит церковь Пресвятой Девы Марии.

## История
27 июня 1998 года Римский папа Иоанн Павел II выпустил буллу Ad aptius, которой учредил апостольский викариат Франсистауна, выделив его из епархии Габороне. В этот же день апостольский викариат Франсистауна вошёл в митрополию Блумфонтейна.
5 июня 2007 года апостольский викариат Франсистауна вошёл в митрополию Претории.
2 октября 2017 года апостольский викариат Франсистауна был преобразован в полноценную епархию.

## Ординарии
- епископ Franklyn Nubuasah (02.10.2017 — по настоящее время).

## Источник
- Annuario Pontificio, Libreria Editrice Vaticana, Città del Vaticano, 2003, ISBN 88-209-7422-3
- Булла Ad aptius (лат.)